# Тревіс Скотт (хокеїст)
Тревіс Скотт (англ. Travis Scott; 14 вересня 1975, м. Каната, Онтаріо, Канада) — канадський хокеїст, воротар. 
Виступав за «Віндзор Спітфаєрс» (ОХЛ), «Ошава Дженералс» (ОХЛ), «Вустер АйсКетс» (АХЛ), «Лоуелл-Лок Монстерс» (АХЛ), «Лос-Анджелес Кінгс, «Манчестер Монаркс» (АХЛ), «Сан-Антоніо Ремпідж» (АХЛ), «Металург» (Магнітогорськ), «Кельнер Гайє», АК «Клагенфурт», «Ганновер Скорпіонс», «Трактор» (Челябінськ).
Чемпіон Росії (2007). Чемпіон Австрії (2009). Чемпіон Німеччини (2010). Володар Континентального кубка (2008). Володар Кубка Шпенглера (2005).